# Ун-Шакръюган
Ун-Шакръюган (устар. Ун-Шакр-Юган) — река в России, протекает по территории Белоярского района Ханты-Мансийского автономного округа. Устье реки находится в 210 км по правому берегу Казыма. Длина реки — 37 км, площадь водосборного бассейна — 197 км². В 12 км по правому берегу впадает река Ай-Шакръюган.

## Данные водного реестра
По данным государственного водного реестра России относится к Нижнеобскому бассейновому округу, водохозяйственный участок реки — Обь от впадения Иртыша до впадения реки Северная Сосьва, речной подбассейн реки — бассейны притока Оби от Иртыша до впадения Северной Сосьвы. Речной бассейн реки — (Нижняя) Обь от впадения Иртыша.
Код объекта в государственном водном реестре — 15020100112115300021149.